# 奥罗拉海豹属
奥罗拉海豹属（学名：Auroraphoca），也称極光海豹屬，是海豹科下的一个属。

## 下属物种
本属包括以下物种：
- 大西洋奥罗拉海豹 Auroraphoca atlantica Dewaele et al., 2018